# Каллий (сын Кратия)
Каллий (др.-греч. Καλλίας) — афинский политик VI—V веков до н. э. По мнению современных историков, он принадлежал к знатным родам Кериков и/или Алкмеонидов. На основании археологических находок множества остраконов с его именем антиковеды считают, что он был изгнан из города после остракофории 485 года до н. э. за свою «проперсидскую» позицию.

## Биография
Исходя из описания остракофории у Аристотеля можно сделать следующие выводы:
1. Каллия считали сторонником изгнанных из Афин тиранов Писистратидов;
2. Изгнание Каллия могло произойти во время третьей остракофории между остракизмами Мегакла в 486 году до н. э. и Ксантиппа в 484 году до н. э. Так как согласно законодательству Древних Афин остракизм могли применять лишь раз в году, событие состоялось в 485 году до н. э.

О других особенностях биографии Каллия антиковеды делают выводы на основании анализа исторических данных, а также надписей с остраконов. В промежутке между битвой при Марафоне 490 года до н. э. и нашествием персов в 480 году до н. э. в Афинах провели пять остракофорий. Их жертвами стали знатные афиняне, представители Писистратидов, Алкмеонидов и Кериков, которые противостояли амбициям Фемистокла. Исходя из этого можно также предположить знатное происхождение Каллия. Согласно исследованиям Шапиро, он мог быть сыном третьей дочери Каллия I, первого из известных представителей семьи Кериков. Таким образом его двоюродными братьями были знаменитые политики Аристид и Каллий (II). И. Е. Суриков предполагает, что Каллий имел родственные связи как с домом Кериков, так и Алкмеонидов.
Особенности процедуры остракизма состояли в том, что каждый афинянин приносил свой черепок с нацарапанным именем, который складывал в общую кучу. Затем их подсчитывали. Подготовка остракона предполагала определённый труд. Чаще всего человек наносил надпись дома, а затем уже нёс готовый «бюллетень» на Агору. На многих остраконах содержатся дополнительные, преимущественно негативные надписи-эпитеты, которыми афиняне наделяли «любимых» политиков. На 16 остраконах Каллий фигурирует как «мидянин», то есть фактически «перс», а ещё на одном — «ходивший к мидянам». На одном из черепков неизвестный афинянин даже не поленился выцарапать его карикатурное изображение в виде лучника в персидском одеянии. П. Бикнелл предположил, что Каллий участвовал в афинском посольстве 507 года до н. э. в Сарды к сатрапу Артаферну I. И. Е. Суриков поддержал эту гипотезу, полагая, что Каллий, возможно, даже возглавил посольство. Эта версия, хоть и не находит подтверждения в письменных источниках, правдоподобна. Кроме неудачного посольства могли быть и другие причины, по которым Каллий ездил в империю Ахеменидов, где «заразился» тягой к восточной роскоши.